# Boršov nad Vltavou
Boršov nad Vltavou – wieś i gmina w Czechach, w powiecie Czeskie Budziejowice, w kraju południowoczeskim. Według danych z dnia 1 stycznia 2013 liczyła 1 619 mieszkańców.
We wsi jest stacja kolejowa Boršov nad Vltavou.